# Anadyr (stad)
Anadyr (Russisch: Анадырь) is de hoofdplaats van het Russische autonome district Tsjoekotka.
De stad ligt aan de oostkust van het gebied aan de Golf van Anadyr en ligt aan de monding van de rivier de Anadyr op het Laagland van Anadyr.
Anadyr is de grootste plaats binnen Tsjoekotka. De naam is afgeleid van Onandyrj; de naam van de Anadyrrivier in het Tsjoektsjisch.

## Geschiedenis
De plaats werd gesticht door Kozakken op 3 augustus 1889 als Novo-Mariinsk (nieuw-Mariinsk; vernoemd naar de stad Mariinsk in oblast Kemerovo). Na de Oktoberrevolutie werd de stad hernoemd tot Anadyr op 5 augustus 1923, vernoemd naar de ostrog Anadyrsk die de Russische ontdekkingsreiziger Semjon Dezjnjov verder stroomopwaarts aan de Anadyr stichtte in de 17e eeuw.
Na de oprichting van het autonome district voor de Tsjoektsjen in 1930, werd Anadyr in 1932 de hoofdplaats van dit gebied. De ontwikkeling van de plaats kreeg een impuls toen er een zeehaven werd gebouwd in de monding van de rivier. De haven is slechts gedurende een korte periode te gebruiken, alleen in de zomermaanden van juli tot november wordt de toegang niet geblokkeerd door ijs. In 1965 kreeg het de status van stad. 
Sinds 1993 maakt de oudere Tsjoektsjenplaats Tavajvaam of V'en ook deel uit van de plaats.

## Geografie
Anadyr ligt in het hoge noorden tegen de Noordpoolcirkel aan. De omgeving bestaat uit struikloze toendra en de vegetatie wordt er sterk bepaald door de nabijheid van de Beringzee. Veel van de vegetatie is vanuit andere streken gehaald. Er bevinden zich verschillende soorten struiken en een aantal vorstbestendige boomsoorten (els, populier en wilg).

## Demografie
In 1888 telde de plaats 18 inwoners. Het inwoneraantal groeide langzaam maar gestaag en bereikte in 1989 een piek van iets meer dan 17.000. Na het uiteenvallen van de Sovjet-Unie verloor het ruim een derde van de bevolking en in 2005 waren er nog maar 11.000 inwoners aanwezig. Daarna trad weer een langzaam herstel op.
| Ontwikkeling van het inwoneraantal | Ontwikkeling van het inwoneraantal | Ontwikkeling van het inwoneraantal | Ontwikkeling van het inwoneraantal | Ontwikkeling van het inwoneraantal | Ontwikkeling van het inwoneraantal | Ontwikkeling van het inwoneraantal | Ontwikkeling van het inwoneraantal |
| ---------------------------------- | ---------------------------------- | ---------------------------------- | ---------------------------------- | ---------------------------------- | ---------------------------------- | ---------------------------------- | ---------------------------------- |
| Jaar                               | 1959                               | 1970                               | 1979                               | 1989                               | 2002                               | 2010                               | 2015                               |
| Bevolking                          | 2200                               | 7.700                              | 12.200                             | 17.000                             | 11.000                             | 13.000                             | 14.300                             |

## Klimaat

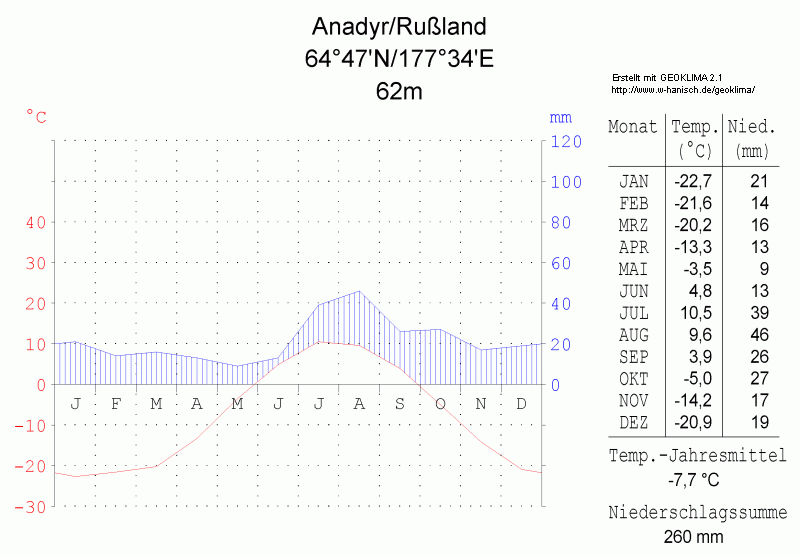
Klimatogram van Anadyr

Anadyr ligt net ten zuiden van de poolcirkel en heeft een subarctisch klimaat. De gemiddelde temperatuur in januari is -20°C en in juli gemiddeld 9-10°C. De temperatuurrecords voor de laatste 100 jaar zijn -46,8°C (1913) en +30,0°C (1956). De neerslag bedraagt ongeveer 350 mm per jaar.
| Maand                       | jan   | feb   | mrt   | apr   | mei   | jun  | jul  | aug  | sep   | okt   | nov   | dec   | Jaar  |
| --------------------------- | ----- | ----- | ----- | ----- | ----- | ---- | ---- | ---- | ----- | ----- | ----- | ----- | ----- |
| Hoogste maximum (°C)        | 5,8   | 2,7   | 3,0   | 7,1   | 13,3  | 26,5 | 30,0 | 26,6 | 17,7  | 15,6  | 4,6   | 4,3   | 30,0  |
| Gemiddeld maximum (°C)      | −16,5 | −18   | −16,5 | −9,4  | 0,3   | 9,5  | 14,6 | 13   | 6,7   | −3    | −11,2 | −17   | −4    |
| Gemiddelde temperatuur (°C) | −19,5 | −22,4 | −20,4 | −13,8 | −2,7  | 5,4  | 10,6 | 9,6  | 3,8   | −6,3  | −15,2 | −20   | −7,6  |
| Gemiddeld minimum (°C)      | −25   | −25,8 | −24,3 | −17,4 | −6,3  | 2    | 7,7  | 6,7  | 1,1   | −8,2  | −17,9 | −24,5 | −11,1 |
| Laagste minimum (°C)        | −46,8 | −44,7 | −42,1 | −39,6 | −28,2 | −7,6 | −1,2 | −4,3 | −11,8 | −28,2 | −38,8 | −45,2 | −46,8 |
|                             |       |       |       |       |       |      |      |      |       |       |       |       |       |
| Neerslag (mm)               | 44    | 29    | 22    | 17    | 12    | 23   | 39   | 42   | 27    | 21    | 27    | 41    | 344   |
| Bron: (ru) Weer en klimaat  |       |       |       |       |       |      |      |      |       |       |       |       |       |

## Economie

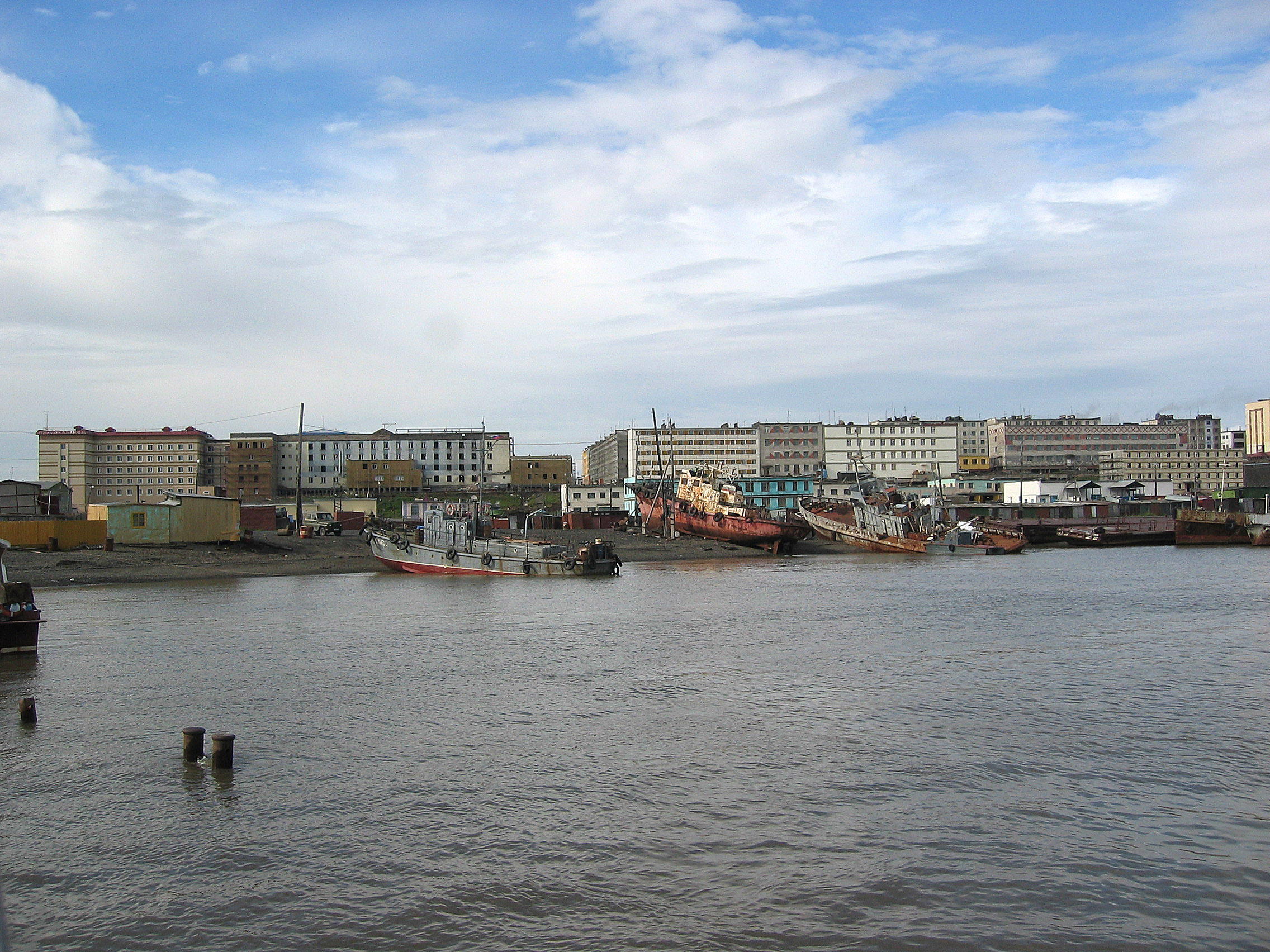
Havenbeeld

De economie is voor een deel gericht op de stroomvoorziening. In de plaats staat een steenkolencentrale, die in de toekomst aardgas als brandstof zal gebruiken. Verder bevindt zich er een visfabriek en een vissershaven aan de binnenzijde van het estuarium van Anadyr. Deze baai dient tevens als zoetwatervoorziening voor de plaats.
De economie kwam na het uiteenvallen van de Sovjet-Unie in een sterke neerwaartse spiraal. Meer dan 65% van de bevolking emigreerde uit Tsjoekotka.
Sinds de aanstelling van grootaandeelhouder van Sibneft en Chelseaeigenaar Roman Abramovitsj als gouverneur van Tsjoekotka in 2000 is er sprake van een ommekeer en wordt er hard gewerkt aan het verbeteren van de voorzieningen van Tsjoekotka en Anadyr. Abramovitsj heeft miljoenen geïnvesteerd in onder andere het vernieuwen van de economie, straatverlichting, huisvesting en de aanplant van bomen en struiken.
In de omgeving van de stad wordt gedolven naar goud en steenkool. Verder zijn er rendierfokkerijen. Er is tevens een leghennenfokkerij met een capaciteit van 800.000 eieren per jaar aangelegd.
Sinds 2001 wordt het aardgasveld zapadno ozeroje (westelijk meer) door Abramovitsj oliemaatschappij Sibneft geëxploiteerd. In 2002 is daarvoor een pijpleiding aangelegd naar Anadyr.
Ten noorden van de plaats ligt de gelijknamige internationale luchthaven Anadyr.

## Cultuur en wetenschap
Het enige wetenschappelijke instituut in de plaats is het wetenschappelijk onderzoekscentrum "Tsjoekotka", dat onderzoek doet naar de geschiedenis en etnografie van Tsjoekotka. Het instituut heeft 8 laboratoria en exposeert ook materiaal in het lokale museum voor regionale studies. De onderzoeksgebieden omvatten onder andere ecologie, cryopedologie (permafrostonderzoek), economie, medisch-ecologische problemen en nationale pedagogiek.
In de plaats staan ook twee dependances, een van de Staatshogeschool van Sint-Petersburg en de ander is van de Staatsuniversiteit voor economie en techniek van Sint-Petersburg.